# Corythoderus gibbiger
Corythoderus gibbiger är en skalbaggsart som beskrevs av Erich Wasmann 1899. Corythoderus gibbiger ingår i släktet Corythoderus och familjen Aphodiidae. Inga underarter finns listade i Catalogue of Life.